# Zone résidentielle de Suvikumpu
La Zone résidentielle de Suvikumpu (finnois : Suvikummun asuntoalue) est un bâtiment situé dans le quartier de Tapiola d'Espoo en Finlande,.

## Description
Suvikumpu est une zone résidentielle au sud et à l'ouest du centre de Tapiola.
Le paysage boisé de Suvikumpu est ponctué par une petite colline rocheuse qui faisait partie d'une série de positions fortifiées de la Seconde Guerre mondiale. 
Les Pietilä ont remporté un concours pour ce site en 1962 et le complexe visible de nos jours a été construit en trois phases distinctes sur vingt années. 
Bien que le programme, la technologie de la construction et l'utilisation de matériaux ont évolué au cours de cette période, les stratégies de site et de construction d'origine ont été systématiquement respectées, le résultat est un ensemble très unifié.
La conception d'origine prévoyait des logements pour environ 500 personnes.
Dans la première phase de la construction entre 1964 et 1969, on construira des logements pour seulement 300 habitants.
Dans la seconde phase entre 1981-1982, on construit un autre ensemble de 32 logements.
La troisième phase en 1983, construit un petit centre commercial, une boutique de fleurs et plusieurs appartements.